# Wolves
Wolves (с англ. — «Волки») — песня американской певицы Селены Гомес и диджея Marshmello. Трек написан Селеной, Элли Тампоси, Луи Беллом, Брайаном Ли, Карлом Роузеном, Эндрю Уоттом, а также самим Marsmello. Продюсерами трека выступили Уотт и Marshmello.

## История

### Предыстория
Впервые Marshmello заявил о сотрудничестве с Селеной 22 июля 2017 года, написав на своей страничке в Twitter: «С днём рождения, Селена Гомес! Не могу дождаться, когда мир услышит, над чем мы работаем».
15 августа 2017 года диджей написал, что Гомес «звучит совершенно невероятно» в его песне, отвечая на вопрос поклонника, который начал расспрашивать его о сотрудничестве.
Во время интервью для San Diego’s Energy 103.7 FM, Гомес рассказала о сотрудничестве: «Это действительно здорово. Она (песня) в этом мире, в его мире, и я вхожу в него и приношу свой стиль». Она назвала её красивой песней, а также одной из её фаворитов.
25 сентября 2017 года один из подписчиков Гомес обратился к Marshmello через Твиттер за «намёком» о песне, на что диджей ответил: «Очень скоро», что привело к слухам о скором выпуске песни.
6 октября 2017 года, наряду с объявлением его сингла «You & Me» и сотрудничестве с Migos, TM88 и Southside, он заверил фанатов, что песня «скоро выйдет».
19 октября 2017 года Гомес и Marshmello в социальных сетях официально объявили о своём сотрудничестве и о дате выпуска. Гомес поделилась фотографиями её в розовой версии шлема Marshmello, поедая попкорн.

### Релиз
Релиз песни состоялся на радио-шоу Beats 1. Позже трек стал доступен для покупки и стриминга.

## Коммерческий успех
Песня вошла в топ-16 британского синглового чарта UK Singles Chart. Спустя три недели она поднялась до 9 строчки, став четвёртой композицией в карьере Гомес, вошедшей в топ-10 чарта в данной стране. Продажи трека в данной стране достигли 200,000 копий, тем самым получив серебряную сертификацию в Великобритании.
В Австралии песня заняла 15 строчку в главном австралийском чарте ARIA. Две недели спустя, она поднялась до 9 строчки, став третьей песней в карьере Селены, после «Good for You» и «It Ain’t Me», попавшей в топ-10 чарта. Позже песня поднялась до 5 строчки.
После выхода трек занял 69 строчку канадского топ-100 чарта, но через неделю поднялся до 9 строчки. Песня получила двойную платиновую сертификацию, продавшись в размере 160 000 копий на территории страны.
Wolves вошёл в топ-20 чарта США. Трек был продан в количестве более 500,000 проданных копий в США, получив золотую сертификацию.
Всего песня попала в топ-10 в следующих странах: Австралии, Австрии, Бельгии, Канаде, Чехии, Дании, Финляндии, Ирландии, Ливане, Латвии, Малайзии, Нидерландах, Новой Зеландии, Норвегии, Польше, Португалии, Словакии, Швеции, Швейцарии и Великобритании; а также в топ-20 Германии, Испании и США.

## Чарты
| Чарт                                       | Пиковая строчка |
| ------------------------------------------ | --------------- |
| Argentina Anglo (Monitor Latino)           | 9               |
| Австралия (ARIA)                           | 5               |
| Австрия (Ö3 Austria Top 40)                | 8               |
| Бельгия/Фландрия (Ultratop 50)             | 7               |
| Бельгия/Валлония (Ultratop 50)             | 7               |
| Brazil Hot Streaming (Pro-Música Brasil)   | 32              |
| Канада (Billboard Canadian Hot 100)        | 7               |
| СНГ (TopHit)                               | 95              |
| Канада (Billboard CHR/Top 40)              | 3               |
| Colombia (Monitor Latino Anglo)            | 13              |
| Croatia (HRT)                              | 9               |
| Чехия (Rádio — Top 100)                    | 9               |
| Чехия (Singles Digitál Top 100)            | 2               |
| Denmark (Tracklisten)                      | 8               |
| Dominican Republic (Monitor Latino Anglo)  | 2               |
| Ecuador (Monitor Latino Anglo)             | 4               |
| Финляндия (Suomen virallinen lista)        | 3               |
| France (SNEP)                              | 31              |
| Германия (GfK)                             | 11              |
| Greece Digital Songs (Billboard)           | 5               |
| Guatemala (Monitor Latino Anglo)           | 5               |
| Венгрия (Rádiós Top 40)                    | 10              |
| Венгрия (Single Top 40)                    | 5               |
| Венгрия (Stream Top 40)                    | 1               |
| Ireland (IRMA)                             | 5               |
| Italy (FIMI)                               | 28              |
| Japan (Japan Hot 100)                      | 40              |
| Lebanon Airplay (Lebanese Top 20)          | 2               |
| Latvia (Latvijas Top 40)                   | 1               |
| Malaysia (RIM)                             |                 |
| Mexico (Monitor Latino Anglo)              | 4               |
| Mexico Ingles Airplay (Billboard)          | 1               |
| Нидерланды (Dutch Top 40)                  | 2               |
| Нидерланды (Single Top 100)                | 8               |
| New Zealand (Recorded Music NZ)            | 10              |
| Norway (VG-lista)                          | 5               |
| Panama (Monitor Latino Anglo)              | 8               |
| Philippines (Philippine Hot 100)           | 34              |
| Польша (Polish Airplay Top 100)            | 1               |
| Португалия (AFP)                           | 7               |
| Шотландия (OCC Scotland)                   | 5               |
| Словакия (Singles Digitál Top 100)         | 4               |
| Словакия (Rádio — Top 100)                 | 8               |
| Slovenia (SloTop50)                        | 13              |
| Испания (PROMUSICAE)                       | 20              |
| Sweden (Sverigetopplistan)                 | 7               |
| Швейцария (Schweizer Hitparade)            | 9               |
| Turkey (Number One Top 40)                 | 6               |
| Великобритания (OCC UK Singles)            | 9               |
| Великобритания (OCC UK Dance)              | 2               |
| США (Billboard Hot 100)                    | 20              |
| США (Billboard Adult Pop Airplay)          | 23              |
| США (Billboard Dance Club Songs)           | 12              |
| США (Billboard Hot Dance/Electronic Songs) | 1               |
| США (Billboard Pop Airplay)                | 6               |
| США (Billboard Rhythmic)                   | 33              |
| Venezuela (Monitor Latino Anglo)           | 4               |
| Venezuela English (Record Report)          | 6               |

## Критика
Песня, написанная Гомес, Элли Тампоси, Луи Беллом, Брайаном Ли, Карлом Роузеном, Эндрю Уоттом и Marshmello. была описана как «липкая электронная закуска» и «Пропульсивный EDM», который в равной степени «акустически зашнурованный EDM и длинный, потерянный поп 80-х».
Кейтлин Келли из Billboard отметила, как влияние Marshmello в песне можно услышать через «тонкие элементы ловушки, такие как: тройные высокие хэты, жужжащие в дымной атмосфере». Wolves раскрывает «тьму и мрак», когда Гомес поёт под чистую электронную гитару, как прокомментировала Кэйтлин из Billboard, назвав песню «почти поп-кантри», но немного хора — это и есть сладость Marshmello".
В интервью Зейну Лоу для Beats 1, Гомес заявила, что лирика глубоко отражает то, что она чувствовала, когда записывала трек.

## Живые выступления
19 ноября 2017 года Гомес и 19 ноября 2017 года Гомес и Marshmello впервые исполнили «Wolves» на American Music Awards 2017.

## Сертификации
| Регион | Сертификация  | Продажи    |
| --- | ------------- | ---------- |
| Австралия (ARIA) | 3× Платиновый | 210 000    |
| Бельгия (BEA) | Платиновый    | 20 000     |
| Бразилия (ABPD) | Бриллиантовый | 250 000    |
| Канада (Music Canada) | 3× Платиновый | 240 000    |
| Дания (IFPI Danmark) | Платиновый    | 90 000     |
| Франция (SNEP) | Платиновый    | 133 333    |
| Германия (BVMI) | Платиновый    | 400 000    |
| Италия (FIMI) | Платиновый    | 50 000     |
| Мексика (AMPROFON) | 3× Платиновый | 180 000    |
| Новая Зеландия (RMNZ) | Платиновый    | 30 000     |
| Норвегия (IFPI Norway) | 3× Платиновый | 180 000    |
| Польша (ZPAV) | 3× Платиновый | 150 000    |
| Португалия (AFP) | 2× Платиновый | 20 000     |
| Испания (PROMUSICAE) | Платиновый    | 40 000     |
| Великобритания (BPI) | Платиновый    | 600 000    |
| США (RIAA) | 2× Платиновый | 2 000 000  |
| Швеция (GLF) | 2× Платиновый | 16 000 000 |
| Данные о продажах + прослушиваниях приведены только на основе сертификации. · Данные только о прослушиваниях приведены на основе сертификации. |               |            |